# Aleksandr Samsónov
Aleksandr Vasílievich Samsónov (en ruso: Алекса́ндр Васи́льевич Самсо́нов; Jersón, Imperio ruso, 14 de noviembre de 1859-Königsberg, Prusia Oriental, 29 de agosto de 1914) fue un oficial de caballería del Ejército Imperial ruso, general durante la guerra ruso-japonesa y comandante en la Primera Guerra Mundial.

## Biografía
Samsónov nació en la localidad de Andreevka, gobernación de Jersón (actual Ucrania) del Imperio ruso. Su formación militar la realizó en el Cuerpo de Cadetes Vladimiro I de Kiev y en la selecta Escuela de Caballería Nikolaevski de San Petersburgo, graduándose en 1877. A los dieciocho años, ingresó en el Ejército Imperial Ruso, y se le asignó al Duodécimo Regimiento de húsares, con el grado de corneta.
Samsónov luchó en la guerra ruso-turca (1877-1878) siendo ésta su primera experiencia de combate. Tras esta, trabajó como instructor en la Academia Militar Nikolaevski, en San Petersburgo.
El 4 de noviembre de 1888 se lo nombró asesor del Estado Mayor de la 20.ª División de Infantería. Desde julio de 1885 hasta febrero de 1889, sirvió en el mismo puesto en la División de Granaderos del Cáucaso. Entre marzo de 1890 y julio de 1896, desempeñó varios cargos en el Distrito Militar de Varsovia. Posteriormente obtuvo el puesto de director de la Escuela de Caballería de Elisavetgrado. Durante el Levantamiento de los bóxers en China (1900), Samsónov fue enviado a combatir mandando una unidad de caballería. Durante la posterior guerra ruso-japonesa, dirigió una brigada de caballería de la División Siberiana de Cosacos de Ussuri. Tras la derrota rusa en la batalla de Wafangou, se le concedió el mando de todas las unidades de caballería del I Cuerpo de Ejército Siberiano, y sus tropas protegieron los flancos rusos en la batalla de Liaoyang. En estos conflictos, Samsónov se granjeó reputación de impetuoso e ingenioso, aunque algunos observadores criticaron sus capacidades estratégicas. Tras la batalla de Mukden (1905), Samsónov acusó al general Paul von Rennenkampf de no haber colaborado con sus tropas durante el combate. La consiguiente disputa los enemistó de por vida.
En 1906, Samsónov fue nombrado jefe del Estado Mayor del Distrito Militar de Varsovia. En 1909 se le asignó el puesto de gobernador general del Turquestán Occidental, al tiempo que mandaba a los cosacos del Semirechye.

### Primera Guerra Mundial
A principios de la Primera Guerra Mundial en agosto de 1914, Samsónov recibió el mando del Segundo Ejército ruso que debía acometer la invasión de Prusia Oriental. El objetivo del primer y segundo ejército ruso era tomar la ciudad prusiana de Königsberg lo más rápido posible, pues al comienzo de la guerra esta ciudad solo estaba defendida por el 8.º Ejército alemán. Samsónov se desplazó con su ejército hacia el suroeste de Prusia oriental y avanzó con el objetivo de unir sus fuerzas a las del 1.er Ejército de Von Rennenkampf, que avanzaba desde el noreste. La enemistad entre los dos militares, los problemas de comunicaciones, y la ausencia de un equipo criptográfico adecuado entre las tropas rusas dificultaron decisivamente las operaciones del comando ruso.
Al amanecer del 26 de agosto, el 1.er Ejército ruso al mando de Rennenkampf avanzó hacia el oeste, hacia Königsberg, encontrando poca resistencia inicial, pues el grueso de las tropas alemanas del general Hermann von François habían sido desplazadas al sur, frente al flanco derecho del 2.º Ejército ruso dirigido por Samsónov, que avanzaba hacia la localidad alemana de Allenstein. Fue a las afueras de Allenstein donde comenzó la denominada batalla de Tannenberg, cerca de los poblados de Seburg y Bischofstein. Entretanto, el ala izquierda rusa era bloqueada en su avance a Tannenberg por otro cuerpo de ejército alemán.
El día 27, las tropas alemanas al mando de von François atacaron el flanco izquierdo ruso de las fuerzas de Samsónov. Merced a la potente artillería alemana, al anochecer los batallones rusos se retiraban en desorden y sin haber logrado posicionar su propia artillería para defenderse. Para estabilizar su línea, Samsónov ordenó parar el avance hacia Königsberg de las fuerzas de Von Rennenkampf -más al norte- y mandó que este virara al sudoeste para contraatacar en Tannenberg, en donde se había juntado el grueso del 2.º Ejército, pero las malas comunicaciones del ejército ruso, fáciles de interceptar por los alemanes, impidieron este plan, al tiempo que el mando alemán lograba movilizar sus tropas rápidamente y sin ser advertidos por su enemigo.
Al atardecer del 28 de agosto, tras duros combates —y un nuevo y devastador cañoneo alemán— Samsónov ordenó una retirada al sudeste para reorganizarse. Para entonces los alemanes de François no sólo contraatacaban con éxito sino que avanzaban mucho más al este de lo que esperaban los rusos, formando una línea al sur del 2.º Ejército y cortando su retirada. En la noche del día 28 los alemanes formaban una bolsa, cercando los regimientos rusos al este de Tannenberg, y bombardeándoles constantemente durante el 29 de agosto. La ayuda del 1.er Ejército ruso de Rennenkampf llegó tarde: la caballería alemana lo retrasó lo bastante para que no pudiese socorrer al 2.º Ejército, hostigando su vanguardia y sus líneas de suministro.
Para cuando cesó la lucha en la mañana del 30 de agosto, el 2.º Ejército de Samsónov había quedado aniquilado: 92 000 soldados rusos habían sido hechos prisioneros a lo largo de los últimos tres días; 78 000 rusos quedaban heridos o muertos y solo 10 000 sobrevivientes lograban escapar de la bolsa. Los alemanes sufrieron poco menos de 20 000 bajas y capturaron más de quinientos cañones. Samsónov y su estado mayor también huyeron del cerco, avanzando hacia el este a caballo en la noche del día 29, pero pronto debieron huir a pie por los bosques para no llamar la atención de las patrullas alemanas.
En estas últimas horas Samsónov estaba abrumado por el desastre, expresando a sus oficiales que no soportaba la presión de dar explicaciones al zar Nicolás II sobre la aplastante derrota. En la madrugada del 30 de agosto Samsónov se alejó del grupo de fugitivos y se suicidó con su revólver, sus oficiales oyeron el disparo mas no pudieron hallar el cadáver al ser perseguidos de cerca por los alemanes. De hecho, el cuerpo de Samsónov fue encontrado días después por una patrulla alemana y fue entregado a su viuda en 1916, gracias a la intercesión de la Cruz Roja Internacional.

## Honores
Nacionales
- Orden de Santa Ana 4.º grado 1877
- Orden de San Estanislao 3.º grado 1880
- Orden de Santa Ana 3.º grado 1885
- Orden de San Estanislao 2.º grado 1889
- Orden de Santa Ana 2.º grado 1892
- Orden de San Vladimiro, 4.º grado, 1896
- Orden de San Vladimiro, 3.º grado, 1900
- Orden de San Estanislao 2.º grado con espadas, 1904
- Orden de Santa Ana 1.º grado 1905
- Espada dorada de San Jorge, 1906
- Orden de San Vladimiro, 2.º grado, 1906
- Orden de San Jorge, 4.ª clase, 1907
- Orden del Águila Blanca, con espadas, 1909
- Orden de San Alejandro Nevski, 1913